# Manchester Storm
Pour le club homonyme créé en 1995 et disparu en 2002, voir Manchester Storm (1995-2002).
Les Manchester Storm (en anglais : Manchester Storm) sont un club de hockey sur glace basé à Altrincham en Angleterre.

## Palmarès
Aucun.